# Il Piattoforte
Il Piattoforte era un programma televisivo italiano condotto da Iva Zanicchi, andato in onda dall'8 gennaio 2005 tutti i sabato e le domeniche alle ore 12:00 per 16 puntate, su Canale 5.

## Il programma
Il programma, basato su una gara culinaria, si svolge in 2 fasi.
- Prova di ammissione: i due concorrenti devono preparare in un tempo limite un piatto proposto da uno chef, alla fine del tempo la giuria decide chi dei due ha superato la prova e può passare alla fase successiva.
- La sfida: il concorrente che ha superato la fase precedente adesso sfida il campione in carica, i due sfidanti preparano il loro piatto forte. Alla fine della sfida la giuria valuta le pietanze dei due concorrenti con una pagella chi avrà ottenuto il voto più alto vince.

## I premi
Il vincitore si aggiudica un mese di spesa, inoltre se un campione resta in carica per più di una puntata conquista un elettrodomestico della Candy.

## La giuria
- Antonello Riva (chef)
- Simone Rugiati (chef)
- Maria Grazia Nibali (nutrizionista)